# イワテヒゴタイ
イワテヒゴタイ（岩手ヒゴタイ、学名：Saussurea brachycephala）は、キク科トウヒレン属の多年草。

## 特徴
茎は直立し、高さは20-100cmになり、幅0.5mmほどの狭い翼があり、上部は1-4回分枝し、褐色の短毛がまばらにつく。花時には根出葉はふつう存在しない。葉は互生し、茎の下部につく葉は革質で、葉身は狭卵形でややほこ形、長さ6-10cm、幅3.5-5cmになり、先は鋭尖頭、基部は深い心形、縁に粗い鋸歯がある。葉柄は長さ5-17cmになり、上半分に翼がある。茎につく葉は上にいくにしたがい、急に小さくなり、短い柄がある。
花期は8-9月。頭状花序は散房状に3-7個が密集してつき、頭花の径は2cmほど、花柄は鈍角的に伸び、長さ5-20mmになり、褐色の短毛が密生する。総苞は緑色で、長さ径とも16mmになる鐘形から筒形で、まばらにくも毛があり、総苞基部につく苞葉は長さ2cmほどの狭披針形になる。総苞片は7-8列あり、総苞外片の基部は狭卵形で、先は尾状に長く伸び、長さ12mm、外片、内片ともに直立または斜上する。頭花は筒状花のみからなり、花冠の長さは11-12mm、色は淡紅紫色になる。果実は長さ4.5mmの痩果になる。冠毛は2輪生で、落ちやすい外輪は長さ1.5-4mm、花後にも残る内輪は長さ9-11mmになる。

## 分布と生育環境
日本固有種。本州の東北地方北部（岩手山および早池峰山）に分布し、高山帯から亜高山帯の草原や林間の草地に生育する。

## 名前の由来
種小名 brachycephala は、brachy-cephalaで、「短い-頭状花序のある」の意味

## ギャラリー
- 総苞は緑色。総苞片は斜上し、先端は尾状に長く伸びる。総苞基部に狭披針形の苞葉がつく。
- 茎の下部の葉に広い葉柄がある。